# Rodolfo Gamarra
Rodolfo Vicente Gamarra Varela (Asunción, 10 dicembre 1988) è un calciatore paraguaiano, centrocampista del Rubio Ñu.

## Carriera

### Club
Ha debuttato come professionista nel campionato paraguaiano di calcio con il Libertad l'11 novembre 2008 contro il Tacuary durante la 18ª giornata del Torneo Clausura 2008, entrando al 75º minuto. Ha poi segnato i suoi due primi gol nella massima serie paraguaiana il 20 maggio 2009 contro il 12 de Octubre durante la 14ª giornata del Torneo Apertura 2009, per poi segnarne altri 6 nel corso della stagione 2009. Ha disputato tre incontri nella Coppa Libertadores 2009, entrando sempre dalla panchina, mentre nella Copa Sudamericana 2009 giocò 2 partite da titolare. Nella prima fase della Coppa Libertadores 2010 ha realizzato il suo primo gol in tale competizione.

### Nazionale
Il suo esordio con la Nazionale di calcio del Paraguay risale al 4 novembre 2009, in un'amichevole contro il Cile in cui giocò dall'inizio., dopo aver ricevuto la convocazione per tale partita il mese precedente. In precedenza ha militato nelle formazioni giovanili della Nazionale paraguaiana, tra cui l'Under 16, con la quale conquistò il Campionato Sudamericano del 2004.
Nel maggio 2010 è stato convocato per partecipare al campionato del mondo 2010 in Sudafrica.

## Statistiche

### Cronologia presenze e reti in nazionale
| Cronologia completa delle presenze e delle reti in nazionale ― Paraguay | Cronologia completa delle presenze e delle reti in nazionale ― Paraguay | Cronologia completa delle presenze e delle reti in nazionale ― Paraguay | Cronologia completa delle presenze e delle reti in nazionale ― Paraguay | Cronologia completa delle presenze e delle reti in nazionale ― Paraguay | Cronologia completa delle presenze e delle reti in nazionale ― Paraguay | Cronologia completa delle presenze e delle reti in nazionale ― Paraguay | Cronologia completa delle presenze e delle reti in nazionale ― Paraguay |
| Data                                                                    | Città                                                                   | In casa                                                                 | Risultato                                                               | Ospiti                                                                  | Competizione                                                            | Reti                                                                    | Note                                                                    |
| ----------------------------------------------------------------------- | ----------------------------------------------------------------------- | ----------------------------------------------------------------------- | ----------------------------------------------------------------------- | ----------------------------------------------------------------------- | ----------------------------------------------------------------------- | ----------------------------------------------------------------------- | ----------------------------------------------------------------------- |
| 4-11-2009                                                               | Concepción                                                              | Cile                                                                    | 2 – 1                                                                   | Paraguay                                                                | Amichevole                                                              | -                                                                       | 46’                                                                     |
| 31-3-2010                                                               | Asuncion                                                                | Paraguay                                                                | 1 – 1                                                                   | Sudafrica                                                               | Amichevole                                                              | -                                                                       |                                                                         |
| 25-5-2010                                                               | Dublino                                                                 | Irlanda                                                                 | 2 – 1                                                                   | Paraguay                                                                | Amichevole                                                              | -                                                                       |                                                                         |
| Totale                                                                  |                                                                         | Presenze                                                                | 3                                                                       |                                                                         | Reti                                                                    | 0                                                                       |                                                                         |